# جامعة محمد بن زايد للذكاء الاصطناعي
جامعة محمد بن زايد للذكاء الاصطناعي هي مؤسسة أكاديمية على مستوى الدراسات العليا مقرها في مدينة مصدر في إمارة أبوظبي. تأسست الجامعة في عام 2019 كجزء من إستراتيجية الإمارات العربية المتحدة للذكاء الاصطناعي 2031، والتي جاءت بعد تعيين أول وزير دولة في العالم للذكاء الاصطناعي. تقدم الجامعة برامج في مجال الذكاء الاصطناعي للطلاب المحليين والدوليين.
توفر الجامعة للطلاب المقبولين منحة دراسية كاملة، بما في ذلك مزايا إضافية مثل العلاوة الشهرية والتأمين الصحي والإقامة. كما تؤمن الجامعة التدريب الداخلي من خلال الشراكة مع المؤسسات المحلية والعالمية.

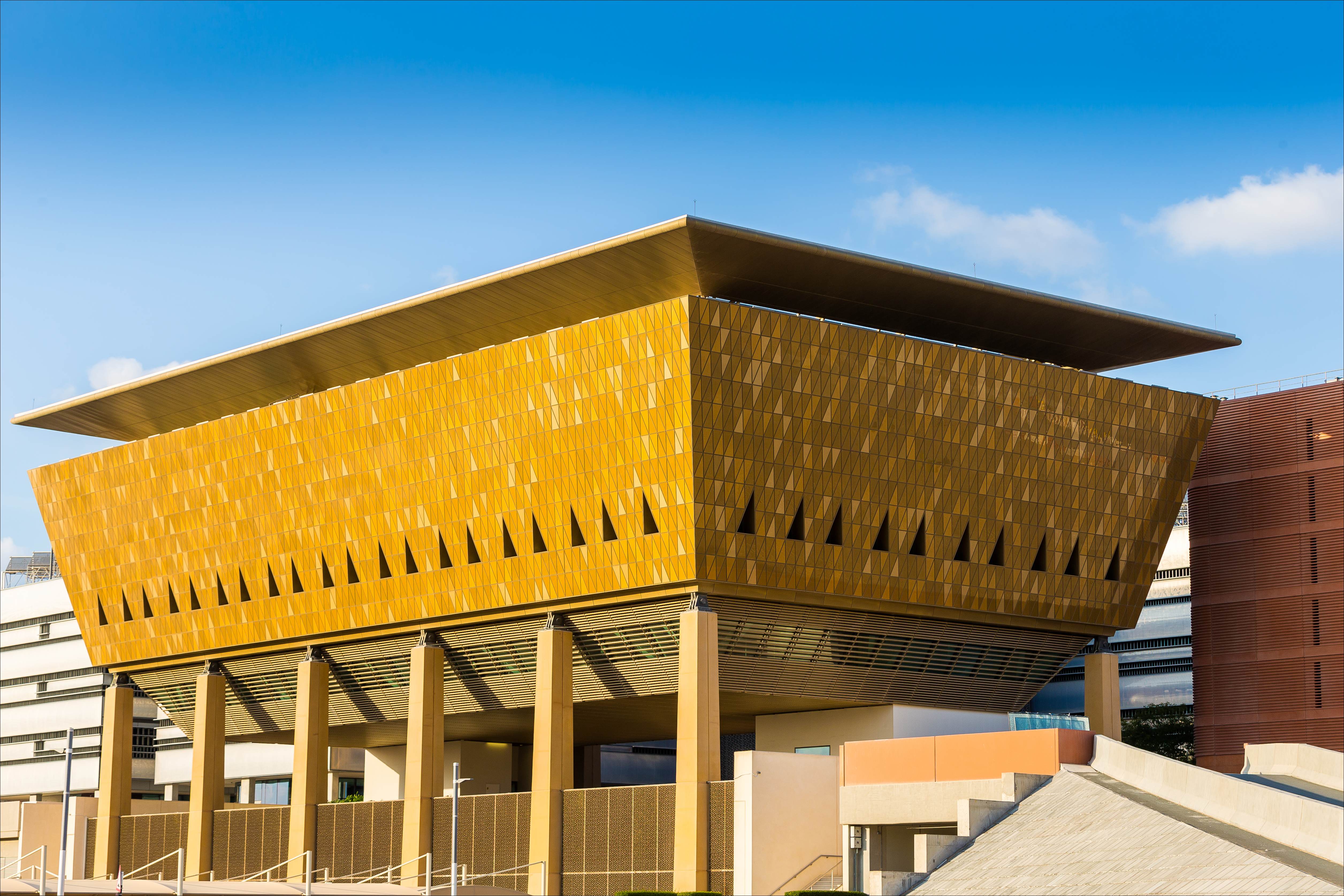
القاعة متعددة الاستخدامات في جامعة محمد بن زايد للذكاء الاصطناعي

كان من المقرر أن يبدأ الفصل الدراسي الأولي لطلاب الدراسات العليا الدورات الدراسية في سبتمبر 2020، ولكن نظرًا لوباء كورونا بدأت الدورات الدراسية في يناير 2021.

## برامج الدراسة[5]
تسعى جامعة محمد بن زايد للذكاء الاصطناعي إلى تمكين جيل جديد من قادة الذكاء الاصطناعي من خلال تعليم استثنائي ونموذج أكاديمي فريد حيث تقدم الجامعة لطلاب الدراسات العليا مجموعة من درجات الدراسات العليا مع التركيز على المكونات الأساسية لصناعة الذكاء الاصطناعي: الرؤية الرقمية وتعلم الآلة ومعالجة اللغة الطبيعية (NLP)
تقدم جامعة محمد بن زايد للذكاء الاصطناعي شهادات جامعية على مستوى الدراسات العليا مكثفة في البحث وتركز على الذكاء الاصطناعي العملي. تقدم الجامعة البرامج التالية:
برامج الدكتوراه:
- الرؤية الحاسوبية
- تعلم الآلة
- معالجة اللغات الطبيعية
- علم الروبوتات
- علوم الحاسوب

برامج الماجستير:
- الرؤية الحاسوبية
- تعلم الآلة
- معالجة اللغات الطبيعية
- علم الروبوتات
- علوم الحاسوب

## أبحاث
تركز برامج الأبحاث في الجامعة على المواضيع التالية:
- الخدمات ونوعية الحياة.
- التقنيات الصناعية والتصنيع.
- تقنيات المستقبل.
- استدامة الموارد الحيوية والبيئة.

## أهداف الجامعة
تهدف جامعة محمد بن زايد للذكاء الاصطناعي إلى:
- دعم اقتصاد المعرفة في دولة الإمارات العربية المتحدة عن طريق الذكاء الاصطناعي وضمان استدامته.
- الاستفادة من امكانات الذكاء الاصطناعي واستخداماته في شتى ميادين الأعمال بالتعاون مع المؤسسات الحكومية والخاصة بهدف تحسين إمكانية الابتكار والإنتاجية والنمو.
- تهدف الجامعة لأن تصبح جهة موثوقة لتقديم المشورة في مجال الذكاء الاصطناعي لمختلف المؤسسات.
- جذب أفضل المواهب والكفاءات في مجال الذكاء الاصطناعي من مختلف أرجاء العالم.
- إعداد الكوادر البشرية المؤهلة في مجال الذكاء الاصطناعي لرفد الجهات العامة والمؤسسات الخاصة بما يضمن لها الوصول إلى المكانة الأمثل في مجال استخدام الذكاء الاصطناعي.
- دعم الابتكار ودعم الشركات الناشئة في دولة الإمارات

## مرافق الحرم الجامعي
- المكتبة
- سكن الطلاب
- مختبرات الحاسوب
- مركز الزوار
- العيادة

بالإضافة إلى مجموعة من المنشآت الترفيهية والصالات الرياضية

## مجلس الأمناء
يضم مجلس أمناء جامعة محمد بن زايد للذكاء الاصطناعي خبراء دوليين من عدد من مؤسسات التعليم العالي الهامة مثل جامعة أكسفورد ومعهد ماساتشوستس للتكنولوجيا ويمارس مجلس الأمناء جميع الصلاحيات اللازمة لتسيير عمل الجامعة وإدارة شؤونها وتحقيق أهدافها ويجتمع المجلس كل ثلاثة أشهر ويضم مجلس الأمناء كلاً من:
- الدكتور سلطان بن أحمد الجابر رئيس مجلس الأمناء
- السير مايكل برادلي
- البروفيسور أنيل جاين
- البروفيسور كاي فو لي
- الروفيسورة دانييلا روس
- بينج شياو
- منصور المنصوري

## المجلس الاستشاري
يعمل المجلس الاستشاري كسفير وداعم للجامعة حيث يقوم بتقديم التوصيات المتعلقة بمختلف التخصصات الجامعية، ويجتمع المجلس سنوياً ويتكون من:
- الدكتور أحمد بالهول الفلاسي
- جاسم محمد بوعتابة الزعابي
- عمر بن سلطان العلماء
- سارة الأميري

## البرامج التدريبية
توفر جامعة محمد بن زايد للذكاء الاصطناعي مجموعة من برامج التدريب التنفيذي والمهني للكوادر القيادية والإدارية ، حيث تقدم من خلال هذه البرامج المعلومات اللازمة حول الذكاء الاصطناعي ودوره في مجال الأعمال والمجتمع، وكيفية مساهمته في دفع الأعمال والنهوض بها وتحقيق الأهداف الاستراتيجية، وتمكين قادة المؤسسات من القطاعين الحكومي والخاص في دولة الإمارات من الاستفادة من مرافق الجامعة وخبرات الهيئة التدريسية فيها بالإضافة إلى إعداد القوى العاملة من أجل المستقبل.

## الإنجازات
من أهم إنجازات الجامعة:
- تم تخريج 101 خريجاً بدرجتي الماجستير والدكتوراه ضمن دفعة عام 2024، بالإضافة إلى 111 خريجاً من الدفعات السابقة.
- تصنف جامعة محمد بن زايد للذكاء الاصطناعي من بين أفضل 100 جامعة في العالم في مجال علوم الحاسوب.
- تصنف الجامعة ضمن أفضل 20 جامعة متخصصة على مستوى العالم في مجالات: الذكاء الاصطناعي، والرؤية الحاسوبية، وتعلّم الآلة، ومعالجة اللغات الطبيعية، وعلم الروبوتات، وفق تصنيف مؤسسة CSRankings.
- 2023، نشرت الجامعة 612 ورقة بحثية في المؤتمرات العالمية.

## مجالات وفرص العمل
تمتلك جامعة محمد بن زايد للذكاء الاصطناعي علاقات متينة مع العديد من المؤسسات الأكاديمية والجامعات المعروفة على مستوى العالم ومع الجهات الحكومية والقطاع الخاص في دولة الإمارات، حيث توفر هذه العلاقات فرصاً وظيفية متعددة للخريجين، وتضم الجامعة فريقاً للخدمات المهنية والتدريب الذي يعمل على تزويد الطلاب بإمكانية الوصول إلى فرص العمل الخاصة بمجال الذكاء الاصطناعي، بالإضافة لتقديم الدعم للطلاب بخصوص تقييم الفرص واتخاذ القرارات، وتسعى الجامعة لتأمين أفضل فرص العمل بمجال الذكاء الإصطناعي عن طريق مجموعة من المبادرات بالتعاون مع المجتمع الإقليمي والقطاعين الحكومي والخاص بدولة الإمارات مثل بوابة جامعة محمد بن زايد للذكاء الاصطناعي التي توفر للخريجين إمكانية التواصل مع أصحاب العمل والتقدم لفرص التدريب والعمل التي يعرضونها.كما يصبح خريجو الجامعة مؤهلين للحصول على الإقامة الذهبية في دولة الإمارات، 

## جوائز
- جائزة جوجل للأبحاث الأكاديمية التي قُدمت لباحثين من الجامعة عن مشروعهما البحثي الذي يمثل برنامج تربوي ذكي قائم على مبادئ علوم التعلم.[16]
- حصل فريق من طلاب الجامعة على جائزة المركز الأول في تحدي سيسكو للإستدامة في المسابقة التي أقيمت في الأسبوع الأخير من إكسبو 2020.[17]
- حصل باحثو جامعة محمد بن زايد للذكاء الاصطناعي على "جائزة جوجل"العالمية للأبحاث الأكاديمية عام 2024[18]